# 包青天之七俠五義
《包青天之七俠五義》是由大連天歌傳媒股份有限公司於2010年首播的40集古裝電視劇。由金超群自編自導自演，續做包青天一系列電視劇。在台灣由緯來電影台及華視播出。

## 劇情介紹
包拯定遠縣上任，在門口設鳴冤鼓，以便百姓可以直接上告。展昭押地方惡霸皮熊擊鼓告狀，包拯將其治罪。張別古買下一烏盆，發現烏盆含冤，狀告至定遠縣縣衙，包拯順利破案。
包拯任期三年，升官端州知州。包拯路遇王朝、馬漢、張龍、趙虎攔路打劫，展昭出現解救，四人請求跟隨包拯。包拯投宿白馬寺，遇落第書生公孫策，包拯遊說公孫策一同前往端州。
包拯上任端州知州三年，升官上任開封府尹。陳州飢荒，安樂侯龐昱奉旨賑災卻私吞賑銀。宋仁宗封包拯為欽差去陳州查賑，仁宗御賜御札三道。公孫策將仁宗“御札三道”改為“御鍘三刀”，並連夜造出三口鍘刀「龍頭鍘」（火龍鍘）、「虎頭鍘」、「狗頭鍘」（犬頭鍘）。仁宗賜包拯三口鍘刀，皆有先斬後奏之權。
陳州通判林豐不滿安樂侯所為，預將所見面呈皇上；安樂侯反誣告林豐私吞賑銀，將其關押。龐昱要將林豐斬首，展昭劫法場救出林豐。展昭去見包拯將林豐之事告知包拯，包拯審龐昱，開鍘之時龐太師趕到，龐太師言明聖旨將到包拯不得鍘龐昱，包拯表示無見到聖旨，堅持鍘了龐昱。
回京宋仁宗大怒將包拯打入大牢。包拯有難展昭欲闖禁宮，林豐請展昭帶奏摺相助，展昭夜闖禁宮將林豐奏摺與陳州萬名書交給仁宗，包拯無罪釋放，皇上欣賞展昭，封為四品帶刀護衛並賜「御貓」之名暫借開封府使用。
陷空島錦毛鼠白玉堂不滿展昭「御貓」封號，預找展昭決戰，展昭不肯。白玉堂夜探皇宮留書皇上，仁宗不滿白玉堂不將皇家放在眼裏，命開封府捉拿白玉堂。
白玉堂闖開封府，取盜開封府官印，指名展昭到陷空島。展昭前去陷空島決鬥，打敗白玉堂，白玉堂告知官印並未離開開封府，展昭帶包拯親眼所見官印在開封府大堂橫樑之上，證明白玉堂並未盜取官印。
白玉堂協助打退打劫的馬賊，又巧救太監陳琳，包拯以白玉堂協助破案請皇上赦免白玉堂，加上陳琳替白玉堂求情，仁宗原諒白玉堂，賜名五鼠為「五義」。
白玉堂留書出走，路上遇洪玉嬌與丫環鎖兒被盜賊打劫，出手救下，因洪玉嬌隨行人員皆死於盜賊，白玉堂護送洪玉嬌回鄉祭祖，洪玉嬌告知白玉堂自己全村被人屠殺，全村死於非命，兇手未明，連日來相處白玉堂與洪玉嬌談婚論嫁，但一日白玉堂醒來發現洪玉嬌二人不告而別。
白玉堂於萬花樓找到洪玉嬌。洪玉嬌於萬花樓演出，大將軍姚維看上洪玉嬌，洪玉嬌邀請姚維房間內延席，姚維摒退身邊的人，姚維與洪玉嬌單獨房中，丫環索兒求救白玉堂，白玉堂趕到帶走洪玉嬌，姚維死於房中。開封府下令追查，隔日洪玉嬌投案開封府，言明姚維是她所殺與白玉堂無關，因姚維被髮簪插入斃命，包拯懷疑洪玉嬌無此力道殺人，而後白玉堂投案表示姚維是他所殺，他才有此能力殺人。公孫策找到物證說明應該是洪玉嬌殺人的可能性較大，包拯用計，洪玉嬌說出預謀殺人原因，原來姚維乃當年屠殺全村之人，包拯因情有可原判牢獄之刑。
中牟縣孕婦連續被殺，當縣縣令范桐許久未破案，懸賞請賞金獵人艾虎暗中協助破案，范桐不敢上報開封府，賞金是由縣中善人孔儒捐贈。其中受害者家屬上告開封府，開封府介入調查，原來兇手藏匿於孔儒府中，兇手為幫孔儒延年益壽乃盜取紫河車，孔儒原名童祿，也是艾虎殺父仇人，童祿以艾虎之母尚在人間求艾虎手下留情，結果被一黑衣人滅口，艾虎師傅認得滅口之人是尚書管家楚戈。
艾虎前去尚書府找楚戈，結果被楚戈所傷，被田氏母女相救，得知田媽是小時候奶娘，其女是艾虎之姐艾玉蓉，艾虎本名艾玉荷。楚戈上告開封府艾虎夜闖尚書府，艾虎被通緝，玉蓉將其扮回女裝艾玉荷，艾玉荷到開封府尋求展昭相助，開封府查出艾虎之父艾政，乃是尚書大人馮浩為了得到艾虎母親，派楚戈將之殺害，現尚書夫人是艾虎母親葉芳，艾虎得知無法原諒母親，葉芳得知當年真相，自盡艾政靈前，馮浩亦選擇自盡，艾虎姐妹與田氏難過不已。
歐陽春與西夏公主李元貞相戀，但因元貞是西夏與大宋進貢特使，所以李元昊不允許元貞和歐陽春成親。元貞公主帶汗血寶馬進貢途中被劫，開封府得知與馬幫有關，展昭找前任幫主歐陽春協助，打聽到劫走元貞公主的是涂強，涂強早就離開馬幫。
展昭歐陽春查到，幕後主使是靖邊侯郭亮，郭亮為了挑起宋夏之間戰爭，綁架西夏特使，最後包拯查出主使，欲逮捕郭亮，郭亮潛逃。
元貞姑姑德琳公主與逃亡中郭亮勾結，要求包拯當大宋使臣送信給元昊報告元貞已安全抵達，並要雷莎保護元貞回京，但私下告知要雷莎會有人途中相劫要雷莎在途中殺了元貞，幸被歐陽春所救，歐陽帶走元貞。
包拯一行人往西夏途中，因公孫策展昭私下拆開信件得知德琳公主陰謀，繼續前往西夏預告知元昊。雷莎不相信殺元貞是元昊的主意，帶傷直奔西夏，告知元昊，元昊也得知德琳陰謀，派其弟元昌接見包拯，與包拯返回大宋，包拯回京德琳被捕。
展昭與雷莎去找歐陽春與元貞，歐陽春以郭亮尚未入網，無法保證元貞安全，元貞暫不回京，雷莎留下來保護元貞，展昭回去覆命。郭亮找到元貞，雷莎為保護元貞殉職，郭亮後死於歐陽春之手，元貞回京。

## 登場人物

### 包家(開封府)
| 角色   | 演員   | 配音   | 介紹 | 登場集數 |
| 包拯   | 金超群 | 譚炳文 | 開封府府尹 展昭、公孫策之上司，嫂娘之老夫子，鐵面無私，更會把做惡之人及殘害之人給處斬，與艾虎有交手過。                                       | 全劇     |
| 展昭   | 何家勁 | 蘇強文 | 御前四品帶刀護衛 包拯之下屬，白玉堂之敵兼友，歐陽春之師弟兼友，展昆侖之子，武功高強，天下第一，與艾虎有交手過，御貓展昭，俠義擔量，氣義甚高。 | 全劇     |
| 公孫策 | 范鴻軒 | 張炳強 | 開封府師爺 包拯之得力助手，是本領高強的先生，熟悉醫理，與艾虎有交手過。                                                                       | 全劇     |
| 王朝   | 王儀偉 |        | 開封府捕快 包拯之下屬，由展昭是御前四品帶刀護衛的江湖同道之一。                                                                               | 全劇     |
| 馬漢   | 張鵬   |        | 開封府捕快 包拯之下屬，由展昭是御前四品帶刀護衛的江湖同道之一。                                                                               | 全劇     |
| 張龍   | 趙晟魁 |        | 開封府捕快 包拯之下屬，由展昭是御前四品帶刀護衛的江湖同道之一。                                                                               | 全劇     |
| 趙虎   | 白曉   |        | 開封府捕快 包拯之下屬，由展昭是御前四品帶刀護衛的江湖同道之一。                                                                               | 全劇     |
| 包興   | 金煒富 |        | 包管家 包拯、嫂娘之孫，展昭之好友 | 1~2 35   |
| 包勉   | 劉佩琦 | 葉振聲 | 富順監官員→靈官 包拯之姪，是盜賣官鹽的真兇，性格野心勃勃，心胸狹窄，與江湖殺手唐飛勾結，對不起包家祖先，因被抓去開封府，後死于獄中。          | 37~40    |

### 七俠
| 角色             | 演員                                                                    | 配音   | 介紹 | 登場集數       |
| 南俠展昭         | 何家勁                                                                  | 蘇強文 | 七俠之一，自稱展某，宋仁宗封為御貓，御前四品帶刀護衛。 論武功，除北俠外無一對手。 展昆侖之子，後退出江湖，跟隨包拯。                                        | 全劇           |
| 北俠歐陽春       | 江宏恩                                                                  | 陳欣   | 馬幫幫主，展昭之師兄兼友，元貞之夫 | 18~23          |
| 雙俠丁兆蘭       | 張昕                                                                    | 梁志達 | 丁家大家主 丁氏双俠之一，丁月華之大哥，展昭之好友 | 29~35          |
| 雙俠丁兆惠       | 徐閣                                                                    | 黃榮璋 | 丁家二家主 丁氏双俠之一，丁月華之二哥，展昭之好友 | 29~35          |
| 女俠丁月華       | 金銘                                                                    | 劉惠雲 | 丁氏雙俠之妹，梧桐之表姊，原本預定嫁給南宮玉耀，也就是南宮玉輝的大嫂，因認為南宮玉耀不會武功，而決定取消婚約，喜歡展昭，但展昭並未接受她 討厭艾虎，後和好。 | 29~35          |
| 小俠艾虎(艾玉荷) | 王莎莎                                                                  | 何璐怡 | 賞金獵人 黑妖狐智化徒弟，開封府護衛之一，與包拯、展昭、公孫策有交手過，在定國公府的時候看見玉耀心地善良，而認為玉輝是姦殺命案兇手，不料兇手竟然是玉耀。     | 11~18 23~40    |
| 暗俠黑妖狐智化   | 宋愛武(假扮風婆婆) 金超群(假扮包拯) 王绘春(假扮趙怡) 范鴻軒(假扮公孫策) | 蔡惠萍 | 黑狐大師 艾虎之師父，茶老闆，亦正亦邪，曾與童祿、楚戈是殺死艾政的幫兇，當年是阻止童祿而救了艾虎。                                                           | 13~18 25~27 35 |

### 五義
| 角色         | 演員   | 配音   | 介紹                                                                                                | 登場集數 |
| 鑽天鼠盧方   | 王文彥 | 陳欣   | 陷空島五鼠之一的老大 松江府陷空岛卢家庄盧太公之子，大员外，白玉堂之結义大哥                         | 1~8      |
| 徹地鼠韓彰   | 苗青   | 張錦江 | 陷空島五鼠之一的老二 二員外，白玉堂之結义二哥                                                       | 1~8      |
| 穿山鼠徐慶   | 李永林 | 劉昭文 | 陷空島五鼠之一的老三 三员外，白玉堂之結义三哥                                                       | 1~8      |
| 翻江鼠蔣平   | 張鵬   | 李錦綸 | 陷空島五鼠之一的老四 四员外，白玉堂之結义四哥                                                       | 1~8      |
| 錦毛鼠白玉堂 | 陳浩民 | 翟耀輝 | 陷空島五鼠之一的老五 五员外，洪玉嬌之情人。亦正亦邪，與展昭亦敵亦友。深愛洪玉嬌，与洪玉嬌遠走高飛。 | 1~11     |

### 雷家(晏城)
| 角色 | 演員     | 配音   | 介紹 | 登場集數 |
| 雷桐 | 未在現場 |        | 西夏老將軍→太公 雷莎之父，雷廣之兄，小雷之外祖父，已去世 | 未在現場 |
| 雷廣 | 未在現場 |        | 文陽王→羽王→龍彪將軍 雷桐之弟，雷莎之叔，德琳之養兄，已去世。 | 未在現場 |
| 雷莎 | 米凱莉   | 劉惠雲 | 西夏將軍 德琳之手下，元貞之好友及結拜姐妹,雷桐之女,雷廣之姪女。 小雷之母，真實身份是元貞之繼母，歐陽春之繼岳母，為救小雷而被德琳威脅，想要聽到重前，而悔改，讓江湖人去改變態勢必然知道，得知丈夫去世，小雷就是元貞的繼妹，為了救元貞而死在郭亮之手。 | 19~23    |

### 李家(大夏皇室)
| 角色   | 演員     | 配音   | 介紹 | 登場集數 |
| 李德琳 | 劉蕾     | 梁少霞 | 西夏廢公主 元瀚、元逸之母，雷廣之養妹，雷莎之結拜姊姊，後被抓去開封府 | 18~22    |
| 李元昊 | 王文彥   | 陳欣   | 西夏護衛 元貞之兄，後被郭亮陷害，也被塗強、李忠打聽到劫走元貞公主 | 18~19    |
| 李元貞 | 崔波     | 鄭麗麗 | 西夏公主 元昊之妹，真實身份是李志与雷莎及結拜妹妹之繼女，歐陽春之妻，因母親是被人陷害，代表雷莎為她母親，後為繼師                                                        | 18~23    |
| 小雷   | 崔波     | 鄭麗麗 | 雷莎之女，元貞之繼妹 | 18       |
| 李元昌 | 李金明   |        | 王爺 聖武之次子，當今皇上之弟 | 20~23    |
| 夏太宗 | 未在現場 |        | 西夏太上皇 德琳之兄，元昊之父，已去世 | 未在現場 |
| 李元瀚 | 未在現場 |        | 恆云王→巡迴將軍 德琳之子，元昊之表弟，為了不想母親德琳逼迫自己的手下，因被宋軍擊敗，因被仁宗感化，決定要投降大宋而封為巡迴將軍，被德琳公主得知投靠大宋，被德琳設計殺害。 | 未在現場 |
| 李元逸 | 未在現場 |        | 竟云王 德琳之子，元瀚之弟，已去世 | 未在現場 |

### 南宮世家
| 角色             | 演員   | 配音   | 介紹 | 登場集數 |
| 南宮權           | 高戰   | 林保全 | 定國公 南宮世家家主，南宮玉耀、南宮玉輝之父，仁宗之心腹大臣，取消玉耀和月華結婚，阻止丁兆蘭和丁兆蕙提供婚約。發現南宮玉耀與貪官勾結，後因維護南宮玉耀而衝其手中劍自盡。                                                                        | 30~35    |
| 南宮玉耀         | 何中華 | 招世亮 | 書生→劍客 南宮權之長子，為庶出長子，南宮玉輝之兄，原本預定是丁月華的丈夫，但並未娶之，本性善良，後來變得野心勃勃，表面是不會武功的讀書人，實際是練武奇才。與貪官勾結，並姦殺兩名女子並計畫嫁禍展昭，殺死全家之後原有鐵劵丹書維護，但最終自盡。 | 29~35    |
| 南宮玉輝(玉蝴蝶) | 高亮   | 劉昭文 | 劍客 南宮權之次子，為嫡長子，南宮玉耀之弟，丁月華未來的小叔子(畢竟是他的敵人)，丁月華之天敵，真實身份是玉蝴蝶，後死於南宮玉耀之手。 | 29~33    |
| 陳昇             | 徐鳴   | 黃子敬 | 管家 南宮世家府上管家，後死於南宮玉耀之手。 | 30~34    |

### 趙家(大宋皇室)
| 角色 | 演員   | 配音   | 介紹 | 登場集數  |
| 趙恆 | 楊立新 | 陳欣   | 宋真宗 仁宗趙禎之父 | 1~2       |
| 趙禎 | 劉長德 | 雷霆   | 宋仁宗 真宗趙恆和李妃之子，幼年時發生貍貓換太子案。                                                                                     | 1~7 18~27 |
| 趙怡 | 王绘春 | 陳永信 | 京東王 當今皇上赵禎之叔父，殺害徐杰軍隊的幫兇，楊牧之岳父。野心勃勃的想要奪取皇位，後洗心革面，去開封府自首入獄服刑，被包拯龍頭鍘斬死。 | 24~29     |

### 龐家
| 角色   | 演員   | 配音   | 介紹 | 登場集數        |
| 龐吉   | 姚剛   | 潘文柏 | 太師 龐昱、龐貴妃之父 溺愛龐昱，因包拯鍘他，而憎恨包拯，氣得火冒三丈，並失去了兒子又悲傷又難過。                                                 | 1~8 31~34 37~38 |
| 龐昱   | 郭奕鳴 | 劉昭文 | 安樂侯 龐太師之子，龐貴妃之兄 武功高強，但卻心狠手辣，膽大好色。暗中想要請殺手派去開封府殺人，但最後被展昭一行人成功阻止。後被包拯用龍頭鍘斬死。 | 1~8             |
| 龐玉環 | 楊娜   | 陸惠玲 | 貴妃 龐太師之女，龐昱之妹 仁宗最寵愛的妃子，溺愛龐昱，因包拯鍘他，而失去了弟弟又悲傷又難過。                                                     | 1~8             |
| 龐順   | 季海   |        | 龐府管家 龐太師之下屬 | 3~8             |
| 龐安   | 展世寶 |        | 龐府管家 龐太師之下屬 | 3~8             |

### 其他演員
| 角色         | 演員   | 配音   | 介紹 | 登場集數       |
| 張別古(張老) | 李光復 | 黃子敬 | 定遠縣居民，烏盆含冤者，並狀告至定遠縣縣衙，最後，而包拯順利破案。 | 1~2            |
| 王延齡       | 肖竹   | 陳曙光 | 丞相 仁宗趙禎之下屬，包拯之朝中好友 | 3~8 18~40      |
| 林豐         | 張衛   | 招世亮 | 陳州通判 被龐昱誣陷打入大牢、處斬，被展昭所救。上書皇上告知陳州實情並附上萬民書。 | 1~8            |
| 蔣完         | 徐鳴   | 朱子聰 | 陳州知州 尊龐昱之命，誣陷通判打入大牢、處斬，被展昭所救。 | 1~8            |
| 洪玉嬌       | 張蓓蓓 | 程文意 | 白玉堂之情人。因被姚維出賣，被錦毛鼠白玉堂救出，為了替全村裡的家人報仇殺死姚維，後被關進大牢，與白玉堂遠走高飛。                                                                                            | 8~11           |
| 鎖兒         | 謝元貞 | 張頌欣 | 洪玉嬌侍女 與白玉堂交好。 | 8~10           |
| 姚維         | 徐祖明 | 梁志達 | 左金吾衛大將軍 龐昱之手下將領，後被洪玉嬌報仇殺死。 | 8~10           |
| 劉洋         | 遲濤   |        | 黑衣人殺手 孔儒之手下，即爲孕婦命案之幕後主使者。後被包拯依法處死。 | 11~13          |
| 鐵駿         | 李冰   |        | 黑衣人殺手 孔儒之手下，殺死孕婦的兇手。後被艾虎逮捕，被包拯用狗頭鍘斬死。 | 11~13          |
| 田蓉(艾玉蓉) | 周子涵 | 黃紫嫻 | 繡坊員工 艾政、艾夫人、田媽之女，艾虎之姊 | 13~18          |
| 田媽         | 張佳誼 | 許盈   | 繡坊掌櫃夫人 俗稱奶娘 葉芳之配，田蓉之母，艾虎之姑母 | 13~18          |
| 葉芳         | 閆學晶 | 黃玉娟 | 尚書夫人 艾玉蓉、艾玉荷之母，艾政之妻，田媽之配。艾政死後不久，嫁給吏部尚書馮浩。最後，自盡而亡。 | 13~18          |
| 馮浩         | 王克   | 林保全 | 馮府吏部尚書 楚戈之老大兼合作者，並出賣童祿，殺死艾虎父親之幕後黑手，後嫁葉芳嫁夫，葉芳之夫。最後在艾政靈自盡而亡。                                                                                         | 13~18          |
| 楚戈         | 譚建昌 | 葉振聲 | 馮府總管 黑衣人童祿之合作者，艾虎之真正仇人兼敵，殺死艾虎父親的真兇，本是馮浩請來的殺手，与馮浩暗渡陳倉，後被艾虎逮捕，被展昭斬死了。                                                                       | 11(回憶) 14~18 |
| 郭亮         | 孫強   | 黃啟昌 | 靖邊侯 德琳之合作者，李忠之老大，大宋侯爺。武功高強，野心勃勃。因喜歡元貞公主而有意做西夏駙馬，視歐陽春為情敵，展昭之天敵，最後，對雷莎刺殺，而綁架了元貞公主，但最後被展昭一行人成功阻止。後被歐陽春所殺。 | 19~22          |
| 李忠         | 張健   |        | 原名余全海 郭亮之手下，殺了涂強滅口，並投降歐陽春，被自己人所殺。 | 19~22          |
| 涂強         | 張燕   |        | 馬幫護法 已離開馬幫多年，幫靖邊侯劫持貢馬與公主。最後，被李忠所殺。 | 19~22          |
| 方烈         | 向瑜   | 陳廷軒 | 虎翼軍 徐杰之手下，被楊牧追殺之下，但不死而活，而稟告包拯，向展昭協助，艾虎之好友 | 23~27          |
| 朱野         | 王偉   | 張錦江 | 登州步軍指揮使 楊牧之手下，效忠京東王。為救京東王，攔路包拯車轎，被展昭所殺。 | 23~27          |
| 霍剛         | 顧長富 | 梁志達 | 登州虎翼軍副指揮使 楊牧之手下，效忠京東王，昇任指揮使後，被自己人所殺。 | 23~27          |
| 何信         | 張元榮 | 葉振聲 | 京東王謀士 效忠京東王。為救京東王，攔路包拯車轎，被艾虎所殺。 | 23~27          |
| 韋東         | 陳瑋   |        | 京東王護衛 效忠京東王，被展昭、艾虎所殺。 | 23~27          |
| 吳明         | 鄧鳴   | 古明華 | 大理寺卿 審訊京東王，用嚴刑逼供的方式，想使其招認同謀。 | 27~28          |
| 楊牧         | 劉韜   | 李錦綸 | 登洲知州並兼京東路經略使 野心勃勃，殺死徐杰等人的虎翼軍，欺壓百姓，還嫁禍徐杰，勾結高麗商人，派出自己的將領欺壓漁民，後死於獄中，最後，不幸身亡。                                                           | 23~26          |
| 梧桐         | 毛林林 | 曾秀清 | 丁月華之表妹，艾虎之好友，南宮家命案的關鍵證人 | 29~35          |
| 朱瑛         | 劉芳毓 | 陸惠玲 | 鹽幫總舵主 艾虎之同情姊姊 | 35~40          |
| 虎妞         | 范芷菱 | 張頌欣 | 鹽幫成員 朱瑛之下屬，艾虎之好友 | 35~40          |
| 芸兒         | 徐囡楠 | 曾佩儀 | 包家下人 嫂娘之孫女，包老夫人之貼身侍女，為不讓包拯背負六親不認、鍘包勉的罵名而自盡身亡。 | 35~40          |
| 嫂娘         | 王玉梅 | 袁淑珍 | 包老夫人 芸兒之祖母，包拯之嫂子，辛苦把包拯與包勉養大。 | 35~40          |
| 鐵榮         | 畢海峰 | 盧國權 | 鹽幫左護法 虎妞之父，支持朱瑛。 | 35~40          |
| 肖鋒         | 姚鴻明 | 古明華 | 鹽幫右護法 盜賣官鹽，謀取私利。 | 35~40          |
| 刁三         | 徐麟   |        | 鹽幫梓州分舵主 勾結富順區官員，盜賣官鹽。 | 35~40          |
| 唐飛         | 郭子   | 陳卓智 | 殺手 殺死朱瑛父親的兇手。 | 35~40          |

## 花絮
本單元總共有七個單元，第一單元<五鼠鬧東京>，第二單元<英雄尋殺姚維>，第三單元<賞金復仇>，第四單元<歐陽春鍾情元貞公主>，第五單元<鍘趙怡>，第六單元<玉蝴蝶>，第七單元<铡包勉>,全劇共40集

## 電視節目的變遷
| 香港 無綫精選台 亞洲王牌劇場 星期一至五17:30 - 18:30及22:30 - 23:30 | 香港 無綫精選台 亞洲王牌劇場 星期一至五17:30 - 18:30及22:30 - 23:30 | 香港 無綫精選台 亞洲王牌劇場 星期一至五17:30 - 18:30及22:30 - 23:30 |
| ------------------------------------------------------------------- | ------------------------------------------------------------------- | ------------------------------------------------------------------- |
|                                                                     | 包青天之七俠五義 （2011.06.13 - 2011.08.05）                        |                                                                     |
| 美人心計 （2011.04.18 - 2011.06.10）                                | 包青天之碧血丹心 （2011.08.08 - 2011.09.30）                        |                                                                     |
| 香港 高清翡翠台 星期一至五16:45 - 17:15                             |                                                                     |                                                                     |
| 倚天屠龍記 （2011.09.27 - 2012.01.16）                              | 包青天之七俠五義 （2012.01.17 - 2012.05.07）                        | 包青天之碧血丹心 （2012.05.08 - 2012.08.06）                        |

| 台灣 華視主頻 週一至週四20:00 - 22:00        | 台灣 華視主頻 週一至週四20:00 - 22:00        | 台灣 華視主頻 週一至週四20:00 - 22:00 |
| -------------------------------------------- | -------------------------------------------- | ------------------------------------- |
|                                              | 包青天之七俠五義 （2012.02.29 - 2012.03.19） |                                       |
| 包青天之碧血丹心 （2012.01.25 - 2012.02.28） | 後宮甄嬛傳 （2012.03.20 - 2012.05.21）       |                                       |

| 台灣 緯來電影台 週一至週五19:00 - 21:00 | 台灣 緯來電影台 週一至週五19:00 - 21:00      | 台灣 緯來電影台 週一至週五19:00 - 21:00 |
| --------------------------------------- | -------------------------------------------- | --------------------------------------- |
|                                         | 包青天之七俠五義 （2012.10.31 - 2012.11.27） |                                         |
| 馬永貞 （2012.10.03 - 2012.10.30）      | 包青天之開封奇案 （2012.11.28 - 2012.12.25） |                                         |

| 重温经典频道 电视剧剧场三 週一至週日 22:30-24:00 | 重温经典频道 电视剧剧场三 週一至週日 22:30-24:00 | 重温经典频道 电视剧剧场三 週一至週日 22:30-24:00 |
| ------------------------------------------------ | ------------------------------------------------ | ------------------------------------------------ |
|                                                  | 包青天之七侠五义 （2024.4.8 - 2024.4.27）        |                                                  |
| 上海滩 （2024.3.26 - 2024.4.7）                  | 倚天屠龙记 （2024.4.28 - ）                      |                                                  |